# See You Later
See You Later è l'ottavo album in studio del musicista greco Vangelis, pubblicato nel 1980 dalla Polydor.

## Descrizione
L'album, sedicesima uscita discografica, segna il ritorno del musicista greco ad uno stile alternative simile a quello di Earth e, per la prima volta, ad un uso massiccio della voce nei brani. L'album può essere inoltre visto come un primo punto d'incontro di Vangelis con musicisti con i quali collaborerà più volte nel futuro, come i Krisma e Jon Anderson.
Altro aspetto particolare è il largo uso del sintetizzatore Roland CR-5000, sul quale si basa quasi interamente la struttura melodica del disco.

### Le tracce
I Can't Take It Anymore è cantata da Peter Marsh con voce filtrata attraverso un vocoder e completata dall'uso di un coro sintetico e del CR-5000. Multitrack Suggestion è costruito su una sequenza pulse polifonica del CR-5000; i cori udibili sono ottenuti attraverso lo sfruttamento delle funzioni VCA e VCO un sintetizzatore analogico.
Memories of Green è un brano lento eseguito al pianoforte, con uno sfondo di rumore bianco generato dal CR-5000 ed alcuni suoni acuti provenienti da un videogioco. Il brano è stato incluso più avanti nella colonna sonora di Blade Runner (sempre ad opera di Vangelis).
Not a Bit - All of It è il brano più particolare: si tratta infatti di un rifacimento di uno spot per cosmetici, con una voce (quella di Cherry Vanilla) che ripete in maniera quasi comica le frasi dello spot ed una melodia dallo stile rumba in levare, suonata dal violino di Michel Ripoche.
Suffocation fu ispirato dall'incidente chimico della fabbrica ICMESA di Meda che il 10 luglio 1976 contaminò con una ingente fuoriuscita di diossina i territori dei vicini comuni di Seveso, Cesano Maderno, Desio e Bovisio. Anche qui è protagonista il CR-5000, che esegue una melodia sintetica (con onda a dente di sega) seguita da un inquietante annuncio di emergenza via megafono in italiano. La seconda metà del pezzo è cantata da Jon Anderson e dai membri dei Krisma.
La title track conclusiva presenta uno stile leggermente più ispirato al jazz, ed è eseguita con pianoforte elettrico ed un coro maschile atonale. Verso la metà inizia a sfumare lentamente, con la voce narrante di un bambino in francese, per poi riprendere volume nella parte finale, cantata ancora una volta da Jon Anderson.

## Tracce
1. I Can't Take It Anymore – 5:42
2. Multi-Track Suggestion – 5:36
3. Memories of Green – 5:48
4. Not a Bit – All of It – 3:00
5. Suffocation – 9:26
6. See You Later – 10:22

## Musicisti
- Vangelis - tutti gli strumenti
- Michel Ripoche - violino in Not a Bit – All of It
- Peter Marsh - voce in I Can't Take It Anymore
- Cherry Vanilla - voce in Not a Bit – All of It
- Krisma - voce in Suffocation
- Jon Anderson - voce in Suffocation e See You Later